# Hyperythra penicillaria
Hyperythra penicillaria là một loài bướm đêm trong họ Geometridae.